# Sonorización (cine)
Una sonorización consiste, en el mundo del cine, en grabar un sonido (voz o ruidos ambientales) para crear la pista de audio original del audiovisual. Puede ser debido a la necesidad de reemplazar una posible mala calidad sonora durante el rodaje, por problemas acústicos del entorno o técnicos, o por cuestiones interpretativas, como la mala dicción del actor o actriz. O bien porque se necesitan más efectos sonoros y es necesaria la grabación de estos.
Las sonorizaciones suelen realizarse en los Estudio de grabación.
En el caso de la animación, un actor o actor de voz interpreta el texto frente al micrófono, sin referencia visual viva, pues es a partir de esa grabación cuando se adaptará la edición o la creación de las animaciones, para que coincidan con la interpretación del actor; contrariamente al caso del actor de doblaje, que debe adaptarse a los tiempos que ya establece el producto terminado, con la finalidad de reemplazar con su voz a la voz original.
Así pues, una sonorización se diferencia de un doblaje en que el actor no tiene como referencia una imagen, mientras que en el doblaje sí.
- Datos: Q5408049